# Vic Brittain
Vic Brittain   (Walsall, p. dècada del 1910 - p. segle XX) va ser un pilot de motociclisme anglès que va destacar en competicions de trial i enduro durant les dècades del 1930 i 1940. Entre altres èxits, va guanyar dues vegades l'Scott Trial (1929 i 1931) i el British Experts Trial (1936 i 1939) i, com a membre de l'equip britànic als Sis Dies Internacionals (ISDT), va obtenir la victòria al Vas un any (1933) i quatre al Trofeu (1936-1938 i 1948). El seu fill, Johnny Brittain, va ser també un conegut motociclista que va guanyar dues vegades els Sis Dies d'Escòcia de Trial.

## Biografia
Vic Brittain va disputar el seu primer trial el 1928 amb una Sunbeam, marca amb què va aconseguir nombrosos èxits. A banda del trial, de jove va competir també en curses de velocitat i especialment al TT de l'Illa de Man, on va córrer nou vegades. El 1933 va fitxar per Norton, on va romandre fins al final de la temporada de 1946 i formà part de l'equip oficial de trial de la marca al costat de Dennis Mansell i Jack Williams. Durant aquella etapa i fins a l'esclat de la Segona Guerra Mundial, l'equip va guanyar 45 premis per equips de 80 possibles. El 1934, Brittain va acabar cinquè al TT de l'Illa de Man, on va córrer integrant l'equip de Norton al costat dels grans pilots de l'època Jimmie Guthrie i Jimmy Simpson. Més endavant, Brittain esdevingué un dels primers marshals del TT, càrrec que va continuar exercint durant els anys de la postguerra.
Entre el 1928 i el 1939, Brittain va competir en la majoria de les edicions dels ISDT i hi va guanyar un total de sis medalles d'or entre el 1933 i el 1938. Al costat del seu company d'equip a Norton Jack Williams va esdevenir un membre habitual de la selecció britànica per a aquesta prova, inicialment dins l'equip del Vas d'argent i a partir de 1935, del del Trofeu. El 1939 va formar part també de la selecció britànica als ISDT, programats del 21 al 26 d'agost a Salzburg (aleshores dins el Tercer Reich), però atesa la imminència de l'inici de la Segona Guerra Mundial, l'equip va abandonar la prova el cinquè dia i va tenir el temps just de tornar a casa abans no comencés la guerra l'u de setembre.
Els darrers ISDT que va disputar Brittain van ser els de 1948, celebrats a San Remo, on va col·laborar una vegada més en la victòria britànica al Trofeu al costat de Jack Williams, Charlie Rogers, Allan Jefferies i Hugh Viney, en aquesta ocasió pilotant una Royal Enfield. Acabada la prova, Vic Brittain es va retirar de les competicions i es va centrar en el garatge-taller que regentava a Walsall, Staffordshire.

## Palmarès
- 2 victòries al Scott Trial (1929, 1931)
- 2 victòries al British Experts Trial (1936, 1939)
- 4 victòries al Trofeu dels ISDT (1936-1938, 1948)
- 1 victòria al Vas dels ISDT (1933)